# Wolfgang Durner (Geoökologe)
Wolfgang Durner (* 20. Juli 1958 in Neresheim) ist ein deutscher Geoökologe. Zu seinen Forschungsinteressen gehören Mess- und Simulationstechniken im Bereich Wasser- und Stofftransport in der ungesättigten Bodenzone.

## Leben
Durner studierte Geoökologie an der Universität Bayreuth und Umweltwissenschaften an der University of East Anglia. Nach seinem Diplom und seiner Promotion in Bayreuth forschte er als Postdoc am Institut für Terrestrische Ökologie der ETH Zürich und habilitierte sich 1999 in Bayreuth für Hydrologie. 2001 folgte er dem Ruf auf die Professur für Geoökologie und Bodenkunde der Technischen Universität Braunschweig, wo er von 2017 bis 2018 Dekan der Fakultät Architektur, Bauingenieurwesen und Umweltwissenschaften sowie von 2018 bis 2020 Vizepräsident für Studium und Lehre. Seit 2020 ist er zudem Universitätsbeauftragter für Nachhaltigkeit der TU Braunschweig.

## Veröffentlichungen
- Vorhersage der hydraulischen Leitfähigkeit strukturierter Böden. Lehrstuhl für Bodenkunde und Bodengeographie der Universität, Bayreuth 1991 (zugleich Dissertation Universität Bayreuth).